# Ferrières (Oise)
Ferrières és un municipi francès, situat al departament de l'Oise i a la regió dels Alts de França. L'any 2007 tenia 475 habitants.

## Demografia

### Població
El 2007 la població de fet de Ferrières era de 475 persones. Hi havia 172 famílies de les quals 36 eren unipersonals (16 homes vivint sols i 20 dones vivint soles), 40 parelles sense fills, 88 parelles amb fills i 8 famílies monoparentals amb fills.
La població ha evolucionat segons el següent gràfic:
Habitants censats

### Habitatges
El 2007 hi havia 197 habitatges, 169 eren l'habitatge principal de la família, 15 eren segones residències i 13 estaven desocupats. 189 eren cases i 6 eren apartaments. Dels 169 habitatges principals, 134 estaven ocupats pels seus propietaris, 31 estaven llogats i ocupats pels llogaters i 4 estaven cedits a títol gratuït; 5 tenien dues cambres, 31 en tenien tres, 43 en tenien quatre i 90 en tenien cinc o més. 155 habitatges disposaven pel capbaix d'una plaça de pàrquing. A 69 habitatges hi havia un automòbil i a 82 n'hi havia dos o més.

### Piràmide de població
La piràmide de població per edats i sexe el 2009 era:
| Homes | Edats   | Dones |
| ----- | ------- | ----- |
| 0     | 95 o +  | 0     |
| 0     | 90 a 94 | 0     |
| 0     | 85 a 89 | 4     |
| 8     | 80 a 84 | 0     |
| 4     | 75 a 79 | 4     |
| 8     | 70 a 74 | 8     |
| 8     | 65 a 69 | 12    |
| 4     | 60 a 64 | 8     |
| 16    | 55 a 59 | 4     |
| 12    | 50 a 54 | 24    |
| 12    | 45 a 49 | 8     |
| 28    | 40 a 44 | 12    |
| 24    | 35 a 39 | 16    |
| 20    | 30 a 34 | 20    |
| 0     | 25 a 29 | 12    |
| 8     | 20 a 24 | 0     |
| 32    | 15 a 19 | 16    |
| 24    | 10 a 14 | 12    |
| 16    | 5 a 9   | 20    |
| 8     | 0 a 4   | 16    |

## Economia
El 2007 la població en edat de treballar era de 314 persones, 231 eren actives i 83 eren inactives. De les 231 persones actives 210 estaven ocupades (128 homes i 82 dones) i 21 estaven aturades (8 homes i 13 dones). De les 83 persones inactives 21 estaven jubilades, 23 estaven estudiant i 39 estaven classificades com a «altres inactius».

### Ingressos
El 2009 a Ferrières hi havia 173 unitats fiscals que integraven 495,5 persones, la mediana anual d'ingressos fiscals per persona era de 15.915 €.

### Activitats econòmiques
Dels 22 establiments que hi havia el 2007, 1 era d'una empresa extractiva, 1 d'una empresa alimentària, 2 d'empreses de fabricació de material elèctric, 1 d'una empresa de fabricació d'altres productes industrials, 6 d'empreses de construcció, 3 d'empreses de comerç i reparació d'automòbils, 1 d'una empresa d'hostatgeria i restauració, 1 d'una empresa d'informació i comunicació, 2 d'empreses financeres, 2 d'empreses de serveis i 2 d'empreses classificades com a «altres activitats de serveis».
Dels 5 establiments de servei als particulars que hi havia el 2009, 2 eren paletes, 1 lampisteria i 2 empreses de construcció.
Dels 2 establiments comercials que hi havia el 2009, 1 era una botiga de menys de 120 m² i 1 una fleca.
L'any 2000 a Ferrières hi havia 6 explotacions agrícoles.

## Equipaments sanitaris i escolars
El 2009 hi havia una escola elemental.

## Poblacions més properes
El següent diagrama mostra les poblacions més properes.